# Mandalarthiristadion
Het Mandalarthiristadion (Birmaans: မန္တလာသီရိ အားကစားကွင်း) is een multifunctioneel stadion in Mandalay, een stad in Myanmar. Het stadion wordt vooral gebruikt voor voetbalwedstrijden, de voetbalclub Yadanarbon F.C. maakt gebruik van dit stadion. In 2013 werd van dit stadion gebruikgemaakt voor voetbalwedstrijden op de Zuidoost-Aziatische Spelen. In het stadion is plaats voor 30.000 toeschouwers. Het stadion werd geopend in 2013.